# Лавовая трубка
Лавовые трубка (или Вулканическая трубка; лавовый туннель) — полости в лавовых потоках, вытянутые в виде коридоров.

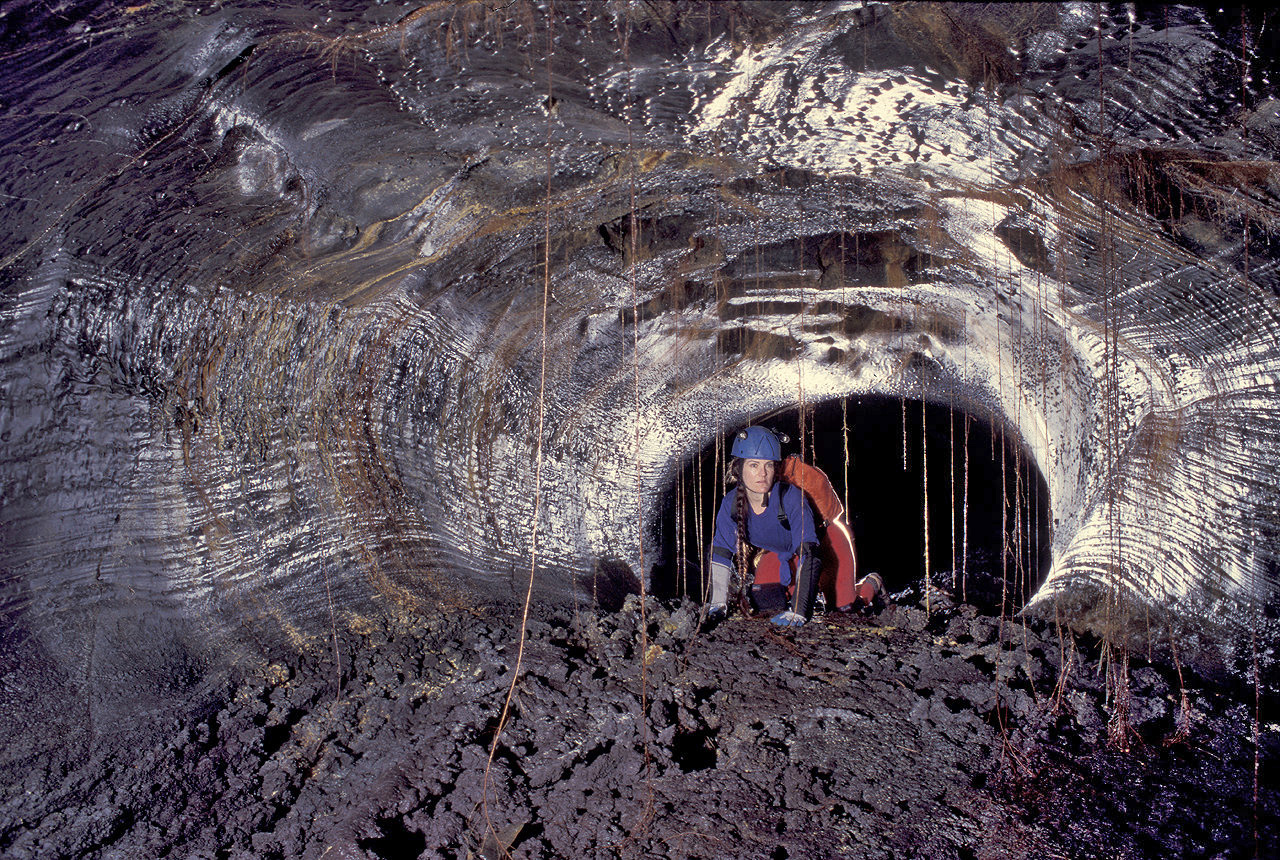
Внутри лавовой трубки, Гавайи

Такие каналы получаются при неравномерном остывании текущей со склонов вулкана лавы. Поверхностные слои лавы из-за контакта с воздухом, который гораздо холоднее самой лавы, остывают быстрее и становятся монолитными, образуя твёрдую корку. Она создаёт тепловую изоляцию для внутренних слоёв, которые остаются горячими и текучими. В результате ближе к центру лавовой трубки поток лавы ещё идёт, даже когда верхние слои остыли. По мере дальнейшего остывания лавы толщина этой корки увеличивается, замедляя скорость остывания лавы внутри лавовой трубки. И даже когда источник лавы иссякает, содержимое трубки продолжает сползать вниз под уклон, оставляя за собой пустоты, которые и называют лавовыми трубками. Выходя из трубки, лава оставляет за собой открытый проход на одном из её концов.
Это очень распространённый механизм в большинстве базальтовых лавовых потоков, что позволяет потокам лавы порой преодолевать довольно большие расстояния. Некоторые из них достигают океана и впадают в море, образуя наполовину погружённые под воду пещеры и величественные гроты.

## Образование
Необходимым условием для появления лавовых трубок является наличие щитовидного вулкана с вулканическим конусом под углом не более 5 °. Длинные лавовые трубки возникают на относительно пологом рельефе, в условиях непрерывного оттока лавы из кратера. Скорость лавового потока в трубах может достигать 60 км/ч и более. Также необходимым условием появления лавовых трубок типа лавовой пещеры является низкая вязкость извергаемого потока, обусловленная особым химическим составом и относительно небольшой температурой. Оптимальным значением температуры лавы, пригодной для формирования лавовых трубок, является 1200 °C.

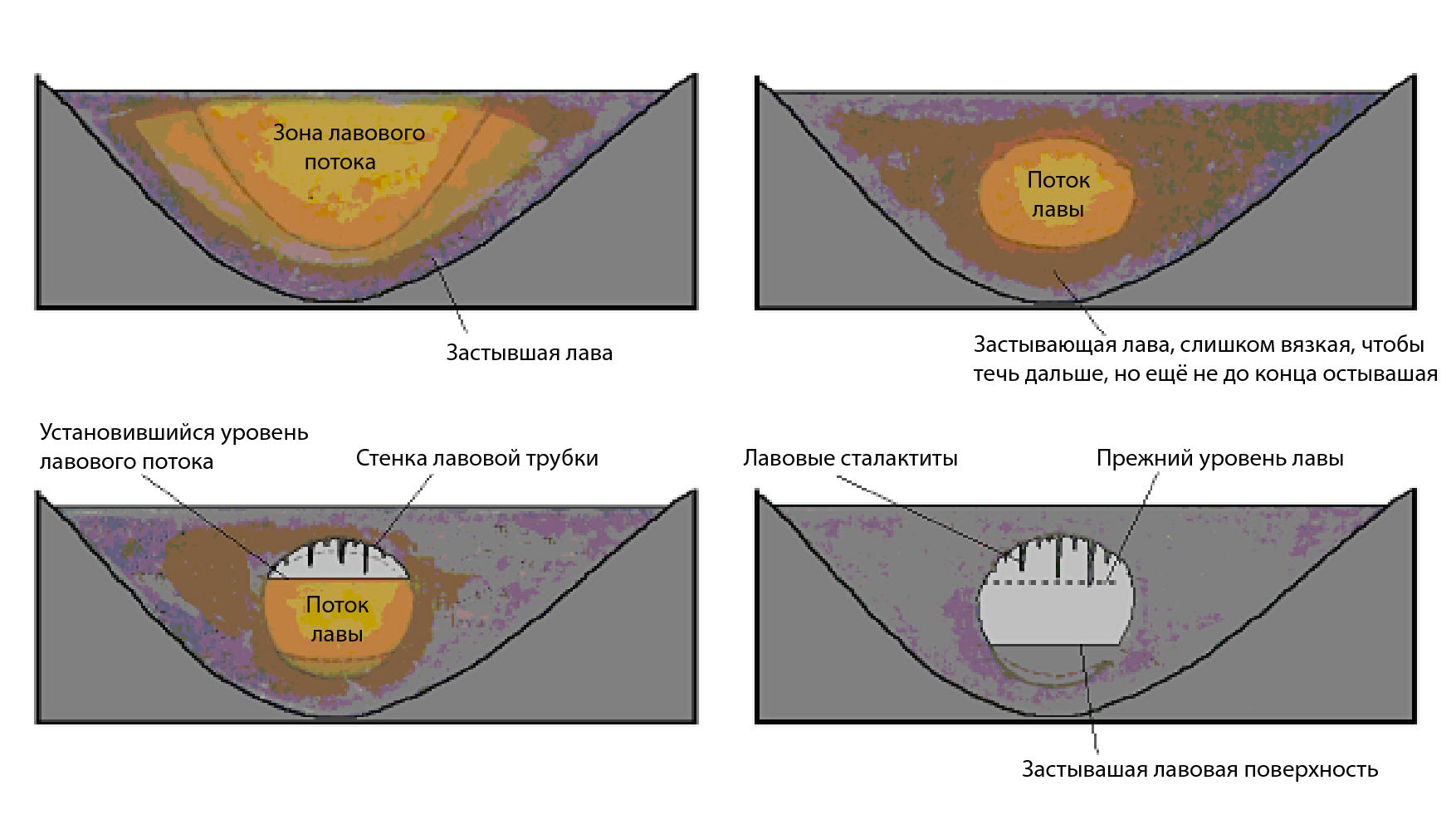
Этапы образования лавовой трубки

Образовавшиеся лавовые каналы обладают прекрасной теплоизоляцией, в них долгое время сохраняется очень высокая температура, даже несмотря на то, что воздух на поверхности значительно холоднее. В результате корка лавовой трубки утолщается довольно медленно, так что весь объём лавы успевает протечь через образовавшийся туннель, не застывая в нём. Это позволяет развиваться лавовым трубкам очень значительной протяжённости. Одновременно с этим происходит процесс расплавления породы, по которой течёт лава и, как следствие, происходит углубление лавовой трубки. Со временем лавовый поток уменьшается и образует зазор между потолком и своей поверхностью.
Существует два способа образования лавовых трубок: путём затвердевания корки над поверхностью лавовых каналов и благодаря потокам лав типа pahoehoe (пахоэхоэ), движущихся под поверхностью.
По мере удаления от точки извержения лава может растекаться ненаправленным, веерным потоком. Этот тип движения называется pahoehoe. Такие потоки лавы продолжают поступать, образуя гладкие или слегка шероховатые поверхности, до тех пор, пока охлаждённые в результате контакта с воздухом верхние слои не перекрывают точки выхода лавы. При этом лава в глубине остаётся достаточно горячей, чтобы найти себе другой выход. Тогда лава вытекает из этой точки прорыва, оставляя за собой после окончания извержения пустое пространство, которое и становится лавовой трубкой.

Лавовые туннели на Гавайях, с базальтовыми сталактитами на потолке
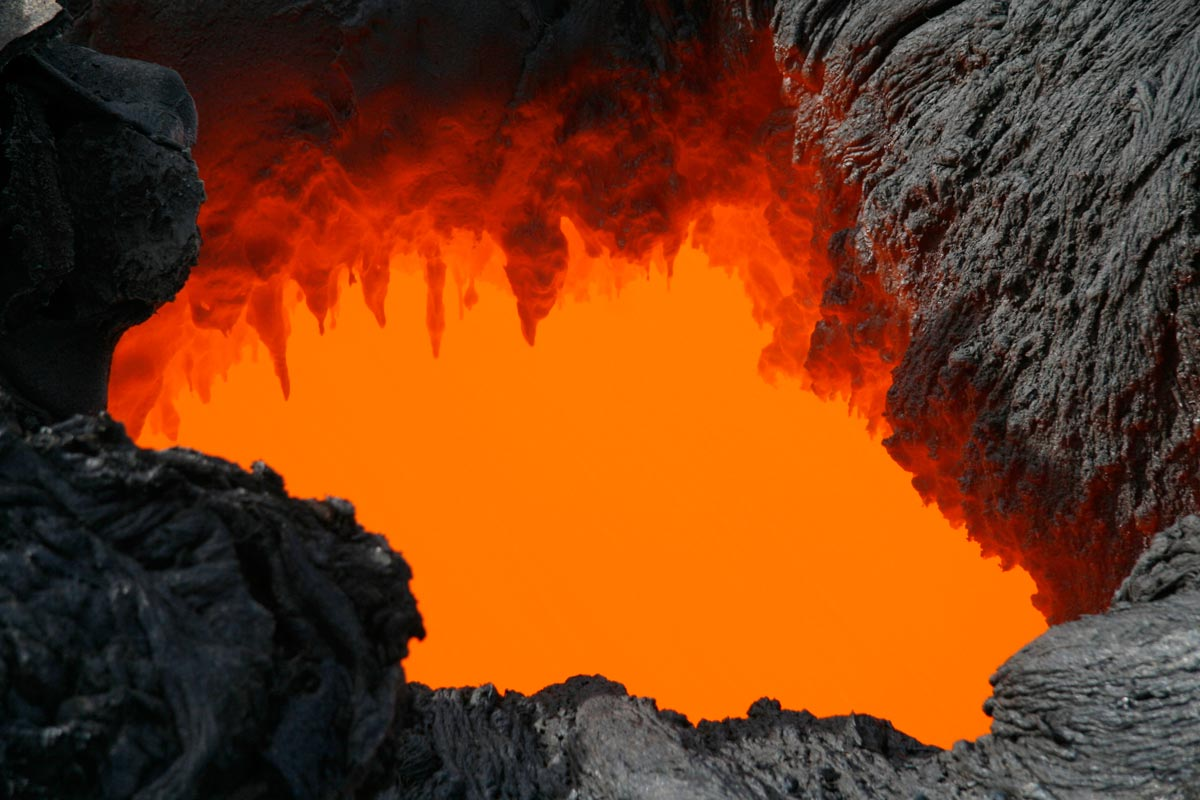
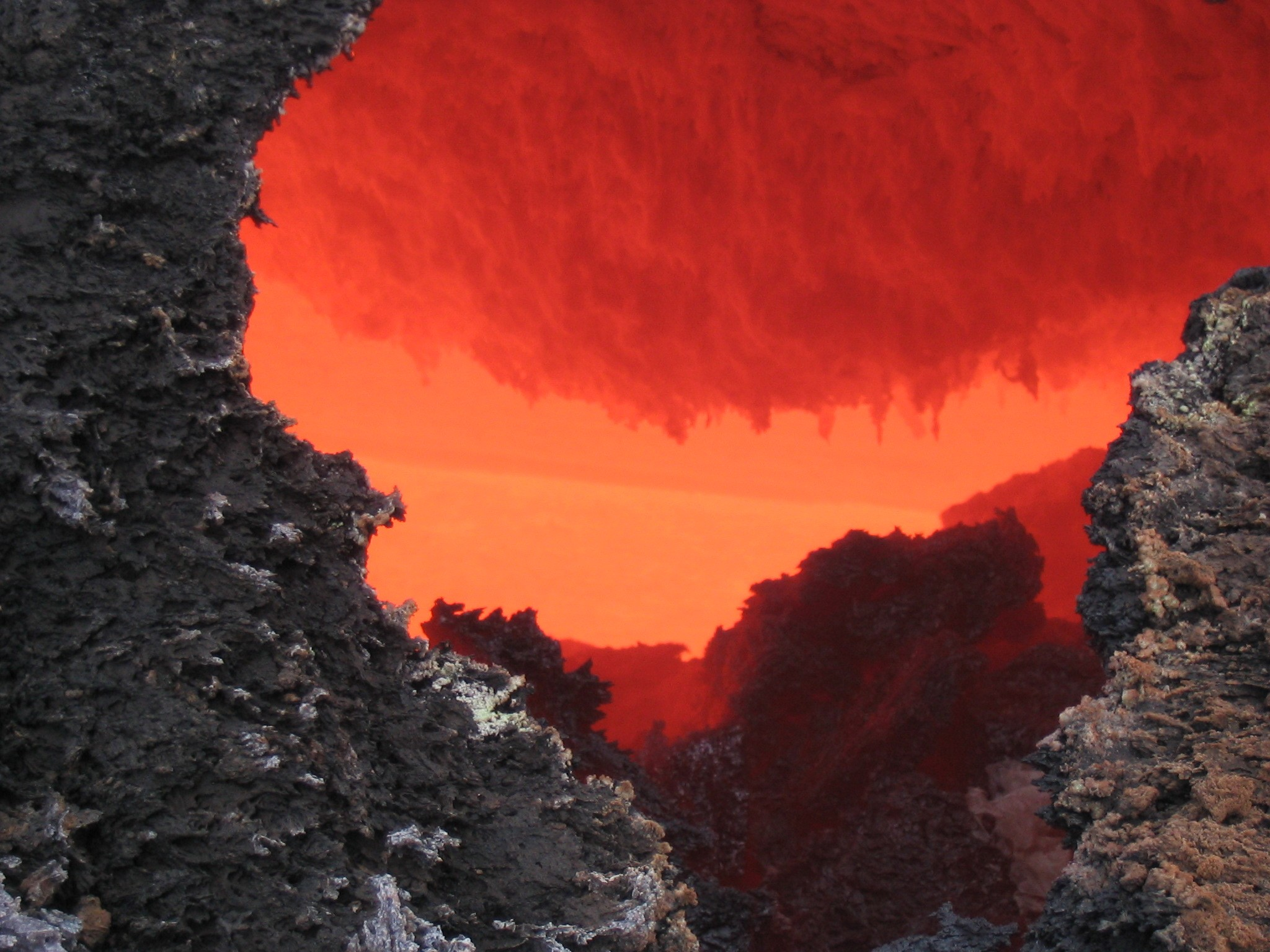

## Описание

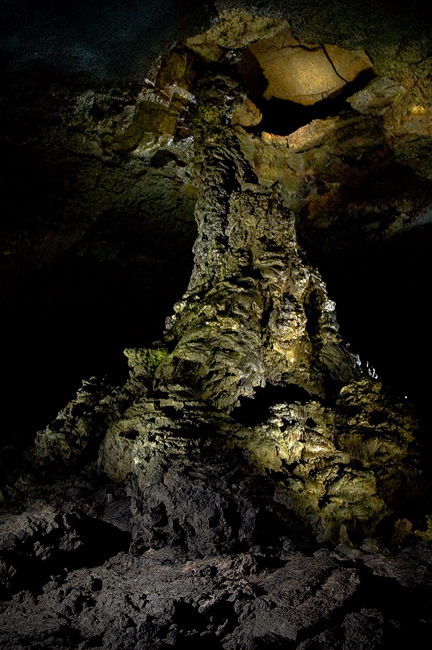
Довольно редкая для лавовых трубок структура — лавовый столб. Этот столб лавы находится в лавовой трубке системы Манчжангуль на острове Чеджудо, Корея

Лавовые поля часто состоят из основной лавовой трубки и ряда более мелких трубок, которые разносят лаву для более мелких потоков. А когда извержение заканчивается, остатки лавы спускаются вниз по образовавшимся туннелям, оставляя за собой пустое пространство.
После того, как вся лава ушла из трубки, на стенках образовавшегося туннеля остаются отметины, показывающие уровень, на котором текла лава во время извержения, известные как потоковые выступы или потоковые линии, в зависимости от того, как глубоко они выступают из стенок туннеля. Лавовые трубки, как правило, имеют плоские дно, а иногда и верх. Довольно редко, но в лавовых трубках можно встретить различные «спелеологические» образования, типа сталактитов и сталагмитов, в том числе различные формы сталактитов. Лавовые трубки могут также содержать минеральные отложения, которые наиболее часто принимают форму корки или мелких кристаллов, и реже встречаются в виде сталактитов и сталагмитов.
Лавовые трубки могут достигать 14 — 15 метров в ширину, хотя как правило они намного уже, и могут находиться на глубине от 1 до 15 метров под поверхностью. При этом длина лавовых трубок может быть очень большой и достигать нескольких километров. Так у гавайского вулкана Мауна Лоа одна из лавовых трубок, образовавшихся во время извержения 1859 года, входит в океан примерно в 50 км от места извержения, а длина лавовых трубок на северном склоне вулкана Тейде на острове Тенерифе, благодаря их сильному переплетению в верхней зоне вулкана, достигает около 18 км.
Система лавовых трубок в Киама, Австралия состоит из более чем 20 трубок, многие из которых являются ответвлениями от основной трубки. Самая крупная из них составляет около 2 метров в диаметре и имеет столбчатые соединения из-за большой поверхности охлаждения. Другие трубки характеризуются концентрическими или радиальными соединениями. Большинство из этих трубок являются почти полностью заполненными из-за низкого наклона поверхности.

Базальтовые образования на потолках лавовых трубок
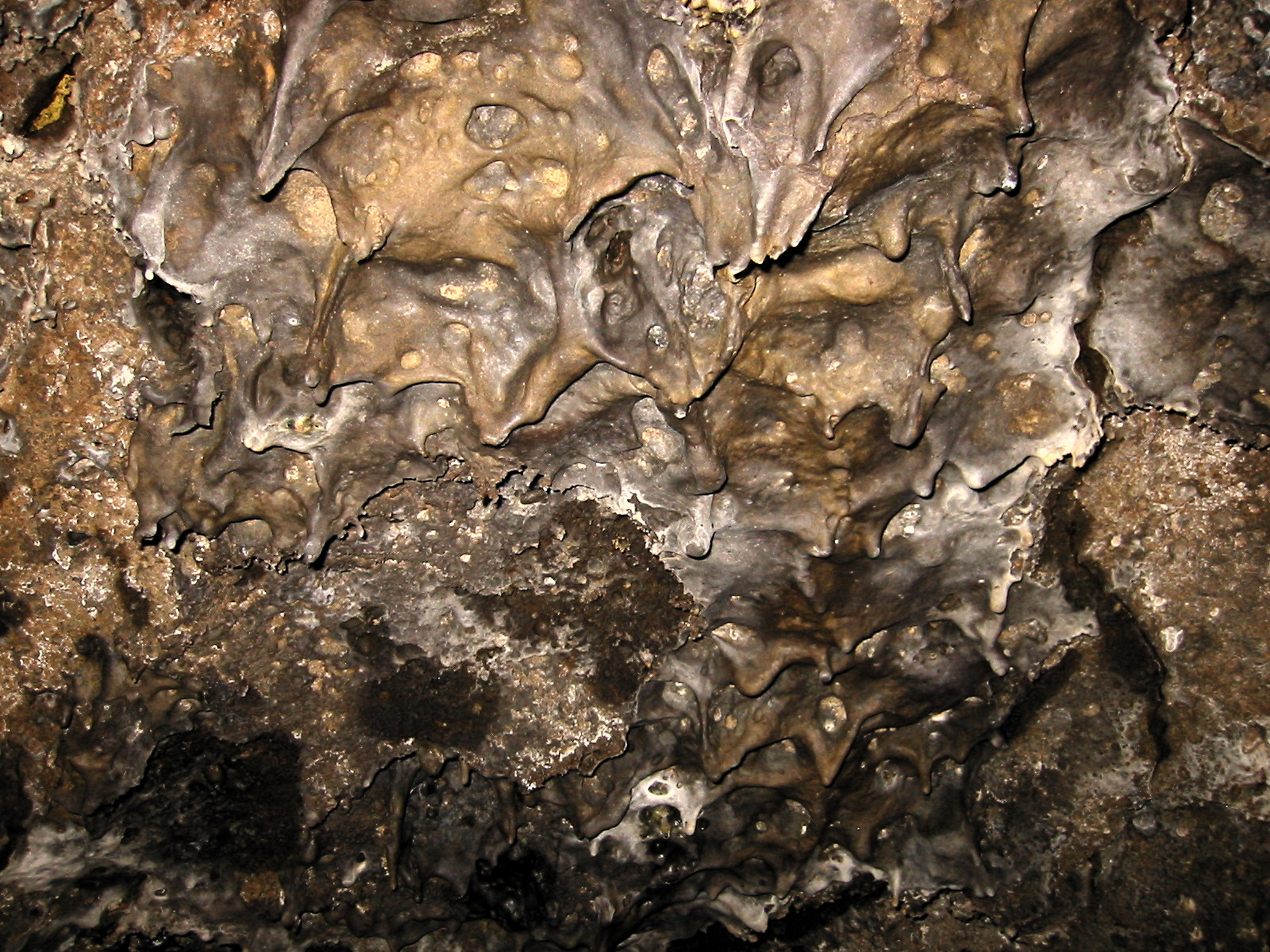
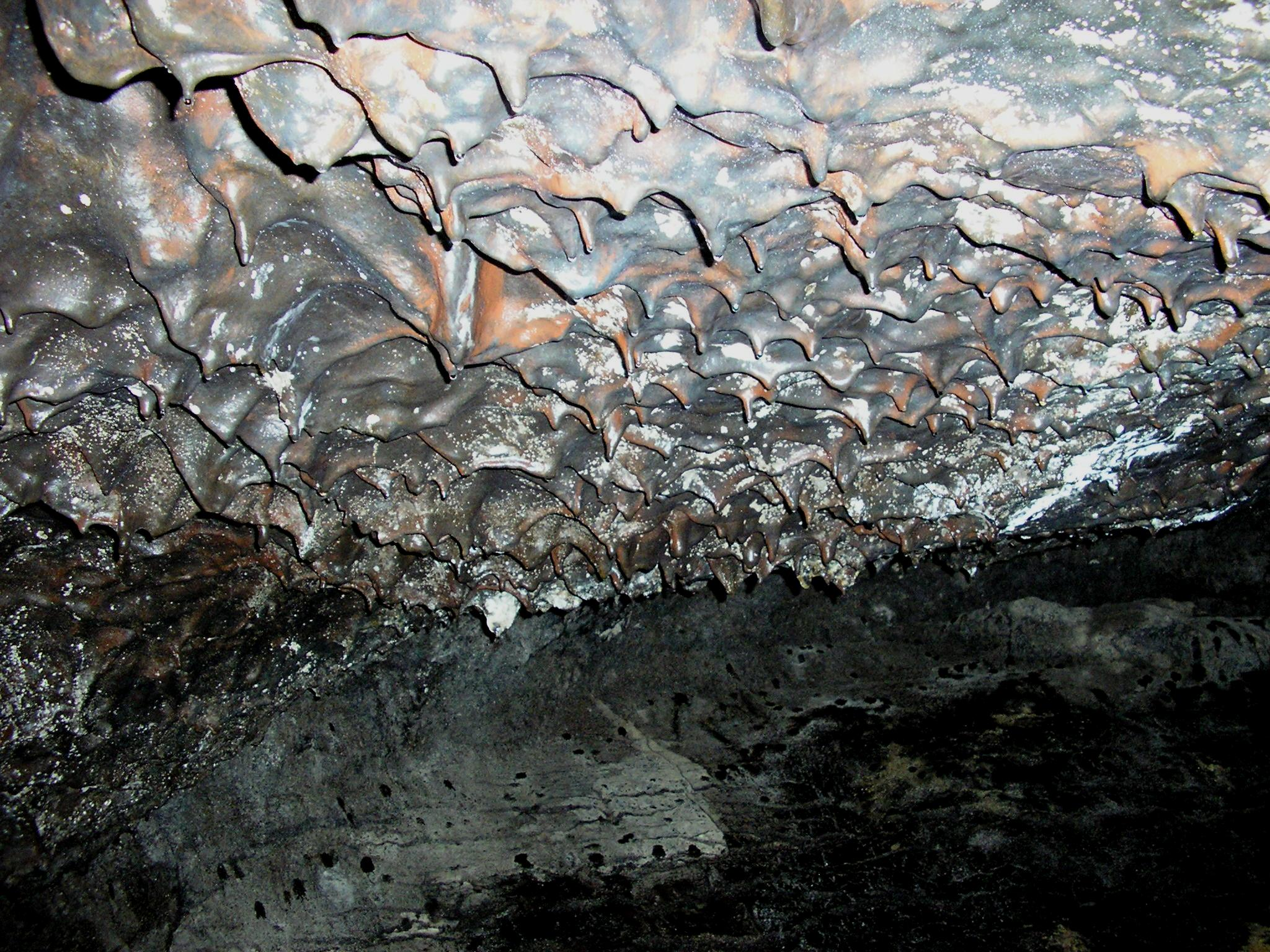
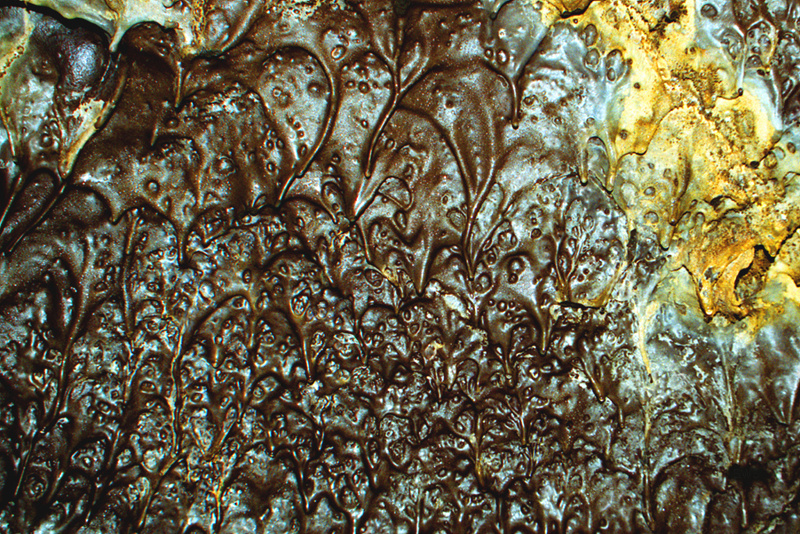
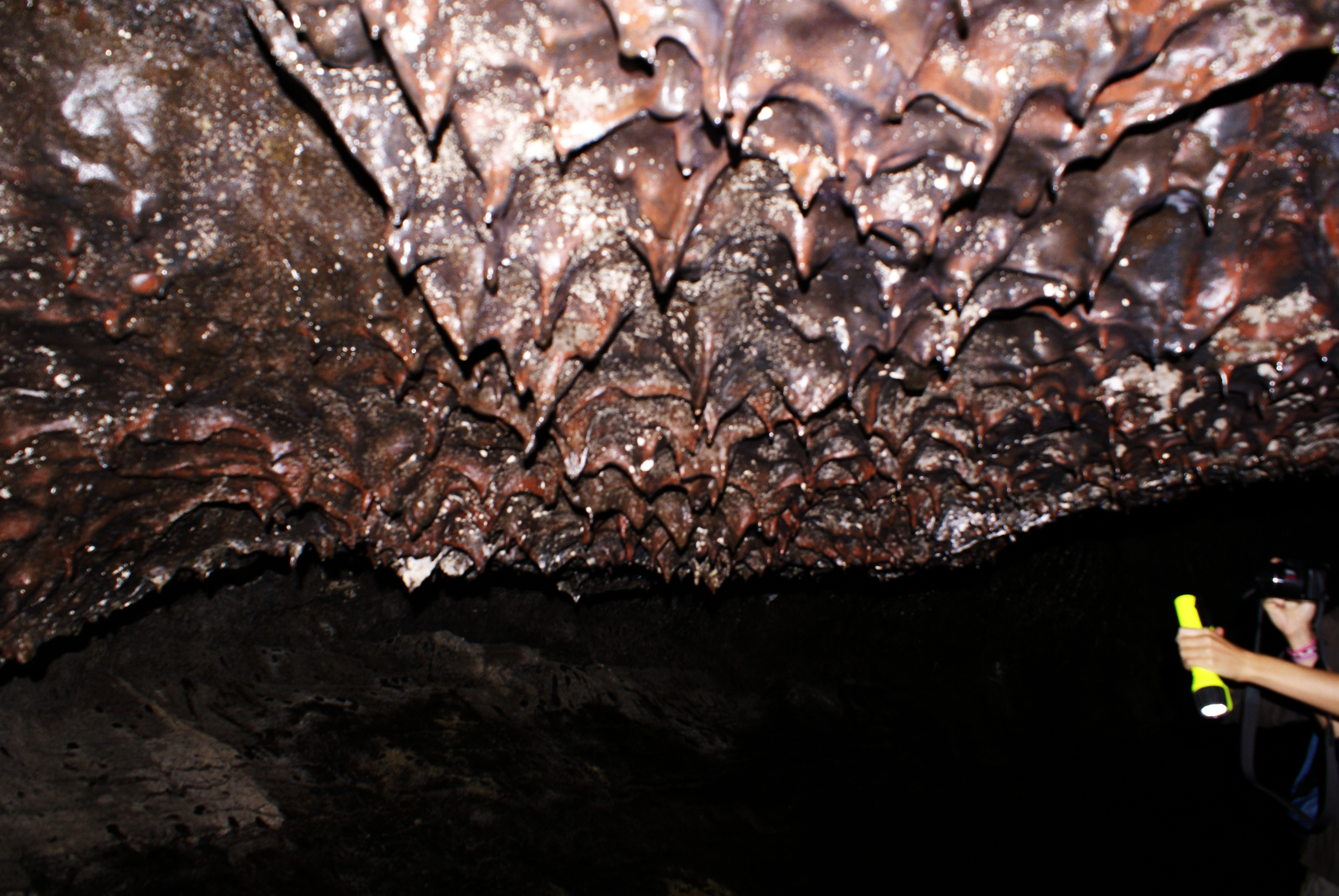

## Примеры
Исландия

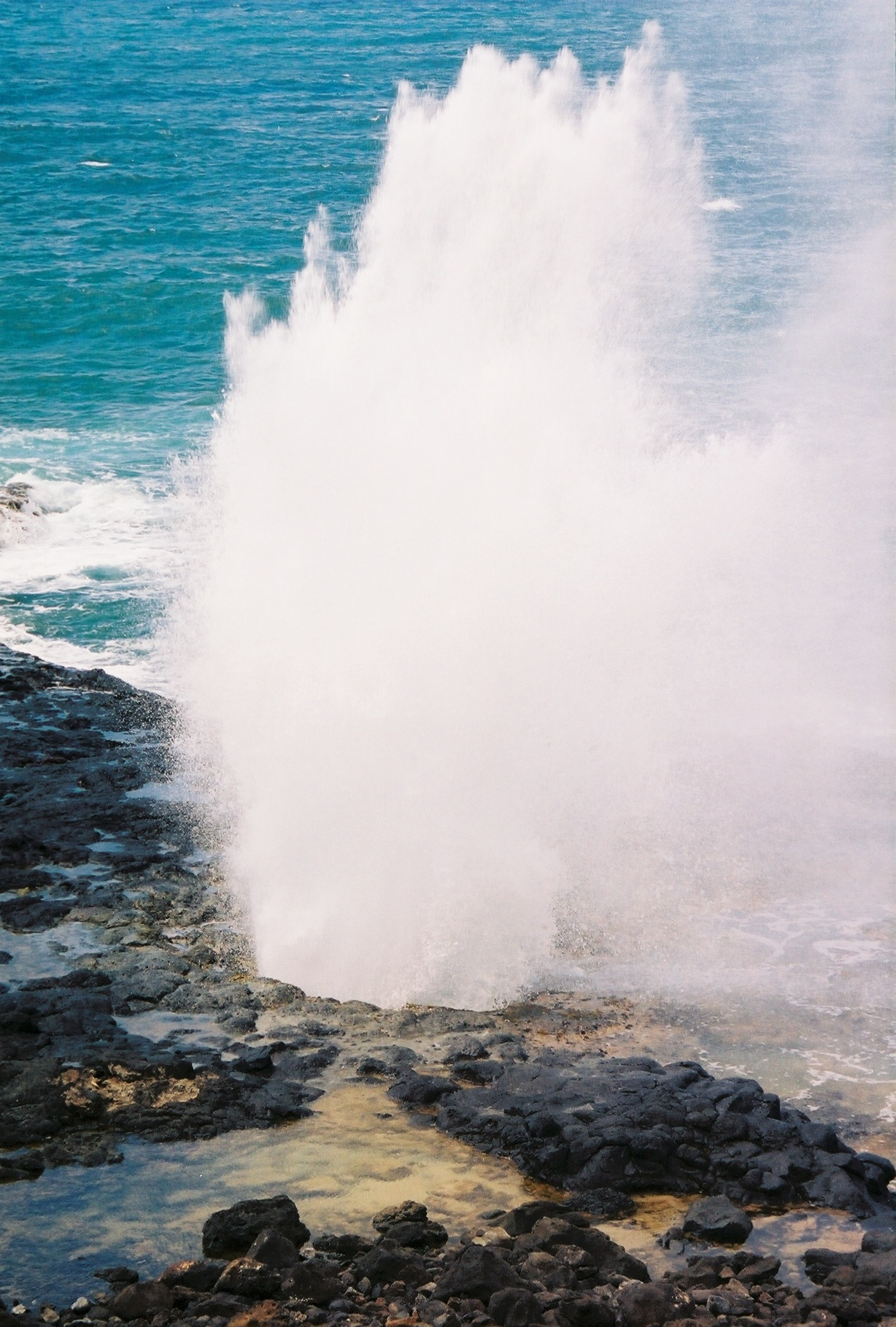
«Бьющий рог» на южном побережье Кауаи, Гавайи

- Сурсхедлир — долгое время эта лавовая трубка считалась самой длинной в мире[6].
- Видгельмир — другая довольно длинная лавовая трубка Исландии.

Португалия
- Gruta das Torres — лавовые трубки на Азорских островах.

Южная Корея
- Jeju Volcanic Island and Lava Tubes[англ.]

США
- Lava River Cave[англ.] в Аризоне Coconino National Forest[англ.],
- Lava Beds National Monument[англ.] — здесь наибольшая концентрация лавовых труб в США,
- Пещера Казамура — самая обширная лавовая трубка в мире, из известных на сегодняшний день,
- Lava River Cave[англ.] в Орегоне Newberry National Volcanic Monument[англ.] (Newberry National Volcanic Monument)
- Ape Cave[англ.], Вашингтон (штат) — третья по длине лавовая трубка на территории соединённых штатов.

Различные лавовые трубки
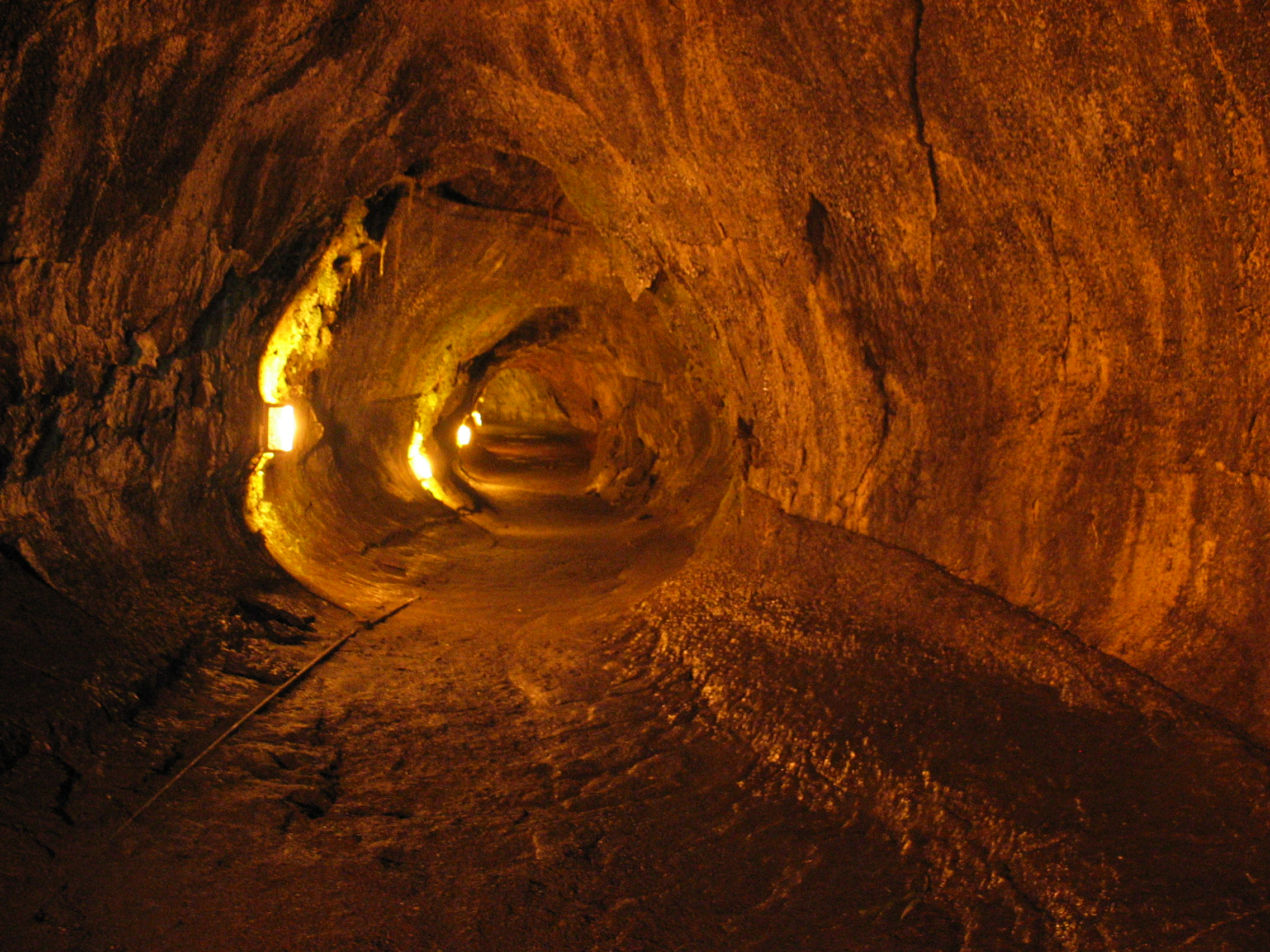
Лавовая трубка в Национальном парке «Хавайи-Волкейнос», Гавайи. На правой стене внизу можно заметить уровень на котором текла лава во время последнего извержения
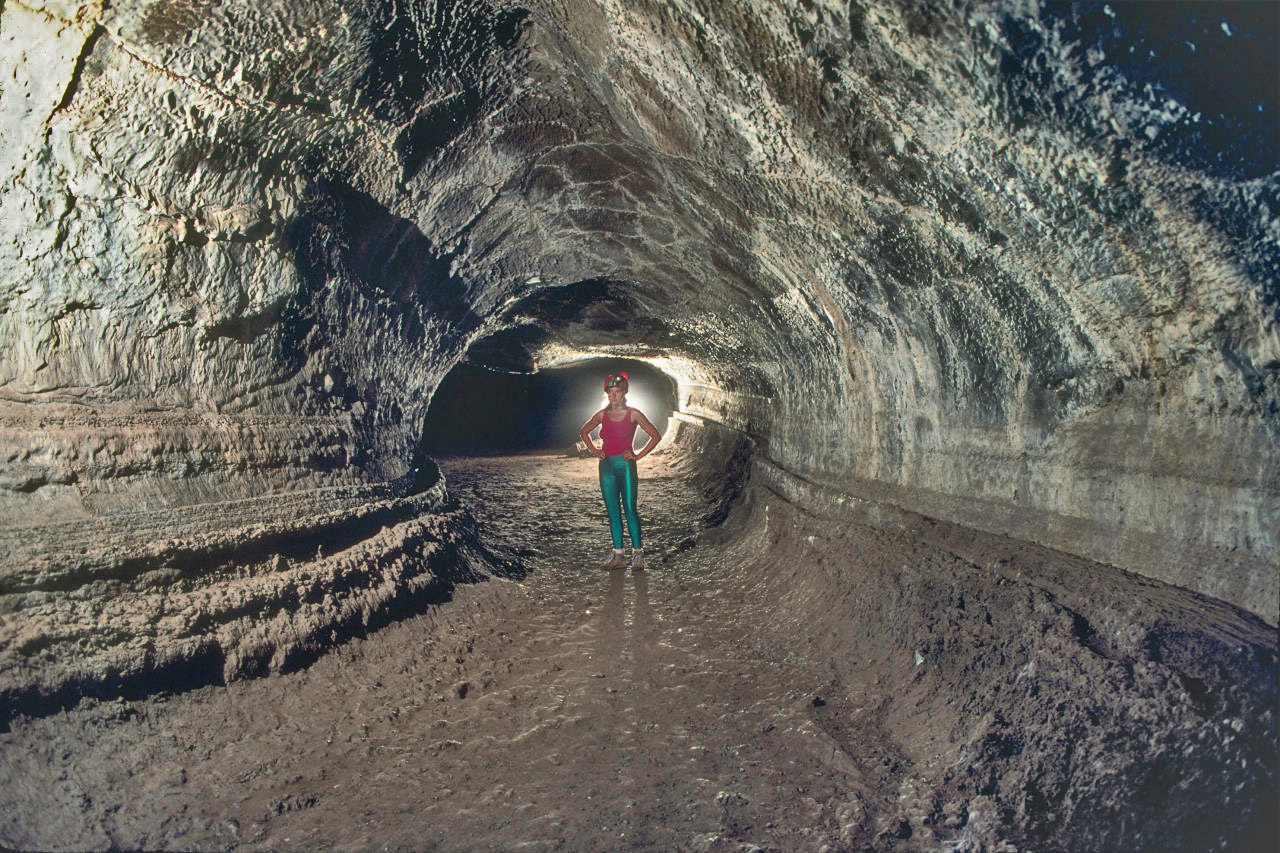
Пещера Валентина Lava Beds National Monument[англ.], Калифорния. Лавовая трубка классической формы, на стенах можно заметить уровень, на котором протекала лава
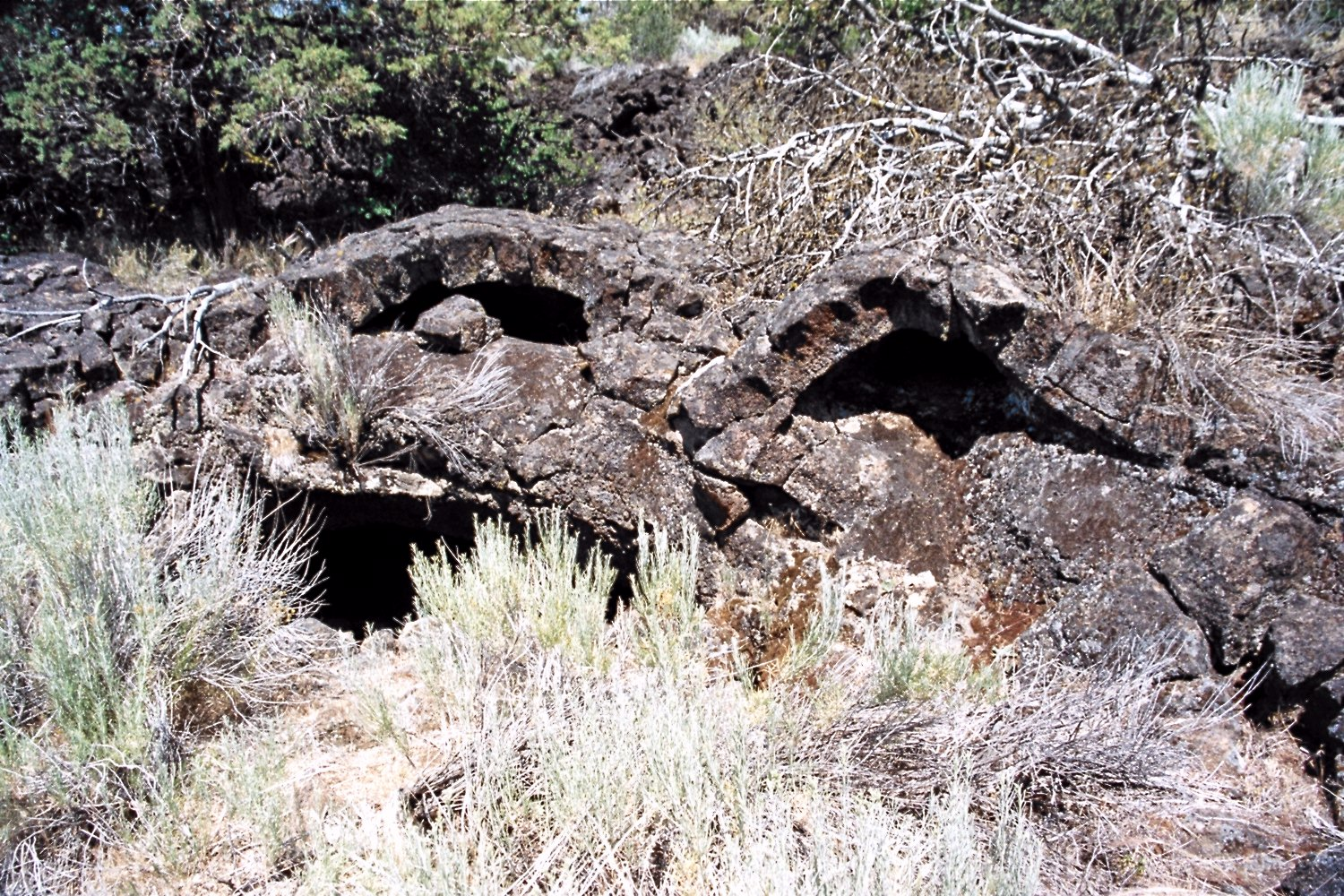
Частично разрушенные лавовые трубки в «Ahjumawi Lava Springs State Park» (англ.) Калифорния

## На других планетах

Лавовые трубки Горы Павлина, центрального вулкана массива Горы Тарсис Этот вулкан высотой около 12 км находится почти на марсианском экваторе

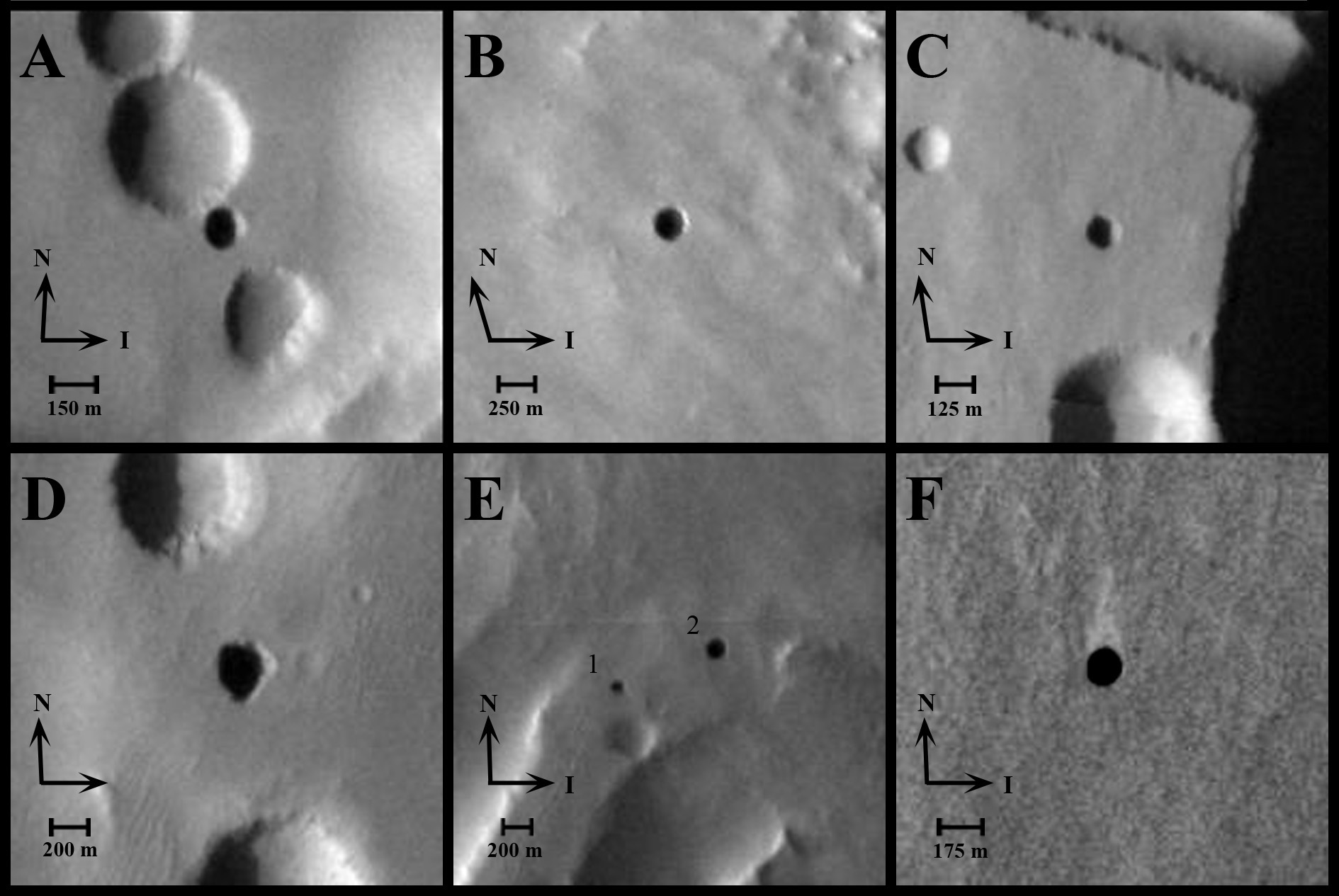
Снимки с орбиты отверстий лавовых трубок на склонах вулкана Арсия на Марсе

С помощью наблюдения с космических орбитальных аппаратов лавовые трубки были также обнаружены на поверхности Луны и Марса. Они считаются лучшим местом для строительства баз и начала дальнейшей колонизации этих объектов. Протяжённость этих трубок измеряется от десятков до сотен метров, а толщина покрывающего слоя составляет предположительно более 10 м. Следовательно, внутренние пространства этих лавовых трубок могут стать естественным укрытием от проникающей радиации, экстремальных температур и метеоритных ударов, а также упростить систему поддержания климата. Так на поверхности Луны температура скачет от −150 °C до +100 °C, а на поверхности Марса перепад температур может составлять около 70 °C и более, в то время как в лавовых трубках Луны уже в паре метров от поверхности круглосуточно и круглогодично царит температура в 30-40 градусов ниже нуля по Цельсию. Кроме того считается, что там может быть вода. Всё это представляет собой чрезвычайно предпочтительные окружающие условия для жизнедеятельности человека, а также для осуществления промышленных операций. Сооружение лунных баз внутри лавовых трубок может принести значительные функциональные, технические и экономические выгоды.
К сожалению, распознавание лавовых трубок сегодня возможно лишь с помощью идентификации косвенных признаков, например, по наличию обрушенного верхнего покрытия, и имеет высокую степень неопределённости. К тому же размещение комплексов базы требует конкретного знания внутреннего профиля лавовых трубок и прочностного состояния покрывающего слоя, что возможно лишь при обследовании конкретной лавовой трубки.
Лавовые туннели, вероятно, можно найти и на других космических телах Солнечной системы.

Лавовые трубки на Луне
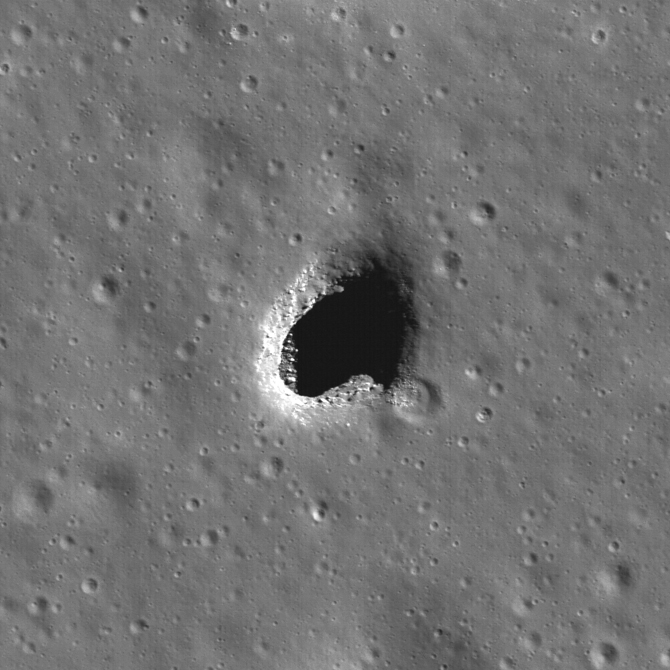
Отверстие в море Мечты достигает в диаметре почти 130 метров, что почти в два раза больше отверстия в Холмах Мариуса. Видные на освещённой части провала валуны, вероятно, попали туда с поверхности при обрушении свода пещеры
Серия снимков отверстия в Холмах Мариуса, которое могло появиться в результате обвала крыши лавовой трубки